# Lucía Prades
Lucía Prades Ricondo (Castellón, 5 de octubre de 2001) es una jugadora de balonmano española que juega de guardameta en el Super Amara Bera Bera.

## Trayectoria
Subcampeona de España en 2015 y 2017 con la selección autonómica valenciana, fue criada en el Balonmano Castellón a la sombra de Montse Puche. Con el conjunto castellonense debutó en la máxima división española, en la temporada 2017/18 y, en la 2019/20 jugó 16 partidos.
Lucía fue anunciada como nueva portera del Elda Prestigio un 16 de junio de 2021 y, tras tres años en el conjunto eldense, el 25 de mayo de 2024, se hizo oficial su salida del Elda Prestigio. Con el equipo blanquiazul jugó en la División de Plata y la División de Honor Oro, consiguiendo debutar en la máxima categoría española siendo aún juvenil.
Con 23 años fichó por el Super Amara Bera Bera, el dominador de los últimos años del balonmano español. Con el conjunto donostiarra ha conseguido ya varios títulos nacionales, además de ser parte del mítico conjunto azul que llegó a cuartos de final de la EHF European League en la 2024/25. Esa misma temporada se alzó con la plaza de mejor guardameta en el All Star de la Liga Guerreras Iberdrola.

### Clubes
- 2017-21:  Balonmano Castellón
- 2021-24:  Elda Prestigio
- 2024-:  Super Amara Bera Bera

### Selección española
Prades ha formado parte de más de una convocatoria internacional, siendo poco habitual en los conjuntos formativos españoles, con 3 internacionalidades.

## Premios y trofeos
- 1 x Liga Guerreras Iberdrola (2024/25)
- 1 x Copa de la Reina (2024/25)
- 1 x Supercopa Ibérica (2024)[12]

### Individuales
- Mejor portera Liga Guerreras Iberdrola 2024/25[10]